# 351
Het jaar 351 is het 51e jaar in de 4e eeuw volgens de christelijke jaartelling.

## Gebeurtenissen

### Klein-Azië
- 15 maart - Keizer Constantius II benoemt zijn neef Constantius Gallus tot Caesar (onderkeizer). Hij regeert over het Oost-Romeinse Rijk en onderdrukt een Joodse opstand in Galilea.

### Balkan
- 28 september - Slag bij Mursa: Constantius II verslaat aan de oevers van de Drau (Kroatië) de usurpator Magnus Magnentius. De veldslag is een van de bloedigste uit de Romeinse geschiedenis. Constantius verliest de helft van zijn leger (30.000 man) en Magnentius moet zich via Noord-Italië terugtrekken over de Alpen naar Gallië.

### Europa
- Winter - Magnentius benoemt zijn broer Magnus Decentius tot Caesar. Hij krijgt de taak om Gallië en de Rijngrens te beschermen tegen de Germanen.

## Overleden
- Marcellinus, Romeins generaal (magister officiorum)